# アンサンベル・ロカ・ジュリンドレ
アンサンベル・ロカ・ジュリンドレ（スロベニア語:Ansambel Roka Žlindre）は、ロク・ジュリンドラ（Rok Žlindra）を中心としたスロベニアの民族音楽グループである。2010年5月にノルウェーで開催されるユーロビジョン・ソング・コンテスト2010に、ロック・バンドのカラマリとの共演曲「Narodnozabavni rock」でスロベニア代表として出場した。
スロベニアの民族音楽のグループとして活動し、ポルカなどの音楽祭に出場している。ユーロビジョン・ソング・コンテストでは、ロック・バンドのカラマリと共演し、スロベニア民族音楽とロックを融合した楽曲「Narodnozabavni rock」を披露した。

## メンバー
- バルバラ・オグリンツ（Barbara Ogrinc） - 女性ボーカル。1990年2月4日生まれ、ソドラジツァ市ジマリツェ（Žimarice）出身。
- ロク・ジュリンドラ（Rok Žlindra） - グループのリーダー。1988年9月30日、リュブリャナにて生まれる。ソドラジツァ市ヴィニツェ（Vinice）出身。音楽家の多い家に生まれ、幼い頃より音楽の道を志していた。バルバラとのデュエットを経てアンサンベル・ロカ・ジュリンドレを結成した。
- ネイツ・ドロブニッチ（Nejc Drobnič） - ギター奏者。1988年5月18日生まれ、リブニツァ市出身。
- ロク・モディツ（Rok Modic） - 1987年5月19日生まれ、リブニツァ市出身。